# Datja
En datja (russisk: дача) er en russisk (også ukrainsk, hviderussisk, med flere) sommerbolig. En datja kan være alt fra et simpelt sommerhus med tilhørende jord i kort afstand fra hjembyen til de luksuriøse præsidentvillaer ved Sortehavet. Mange, som ejer en datja anvender jorden til at dyrke grønsager til husholdningen. Ikke sjældent findes der en sauna i tilknytning til datjaen.
Netop begrebet datja er et eksempel på hvordan politisk tilknytning kan fremme eksporten af låneord. Mens begrebet datja (tysk: Datsche) var helt ukendt i Vesttyskland, blev det i Østtyskland almindeligt som synonym for fritidshus.
| Arkitektur | Spire Denne arkitekturartikel er en spire som bør udbygges. Du er velkommen til at hjælpe Wikipedia ved at udvide den. |